# Tréclun
Tréclun é uma comuna francesa na região administrativa da Borgonha-Franco-Condado, no departamento de Côte-d'Or. Estende-se por uma área de 5,61 km². Em 2010 a comuna tinha 465 habitantes (densidade: 82,9 hab./km²).